# Закон Барлоу
Закон Барлоу — ошибочный физический закон, предложенный Питером Барлоу в 1824 году для описания способности проводов проводить электричество. Согласно этому закону, проводимость проводника {\displaystyle G} изменяется обратно пропорционально квадратному корню из его длины {\displaystyle l} и прямо пропорционально квадратному корню из площади {\displaystyle S} его поперечного сечения:
{\displaystyle G=k{\sqrt {\frac {S}{l}}},}
где:
{\displaystyle G} — проводимость, Ом−1;
{\displaystyle l} — длина проводника, м;
{\displaystyle S} — площадь поперечного сечения проводника, м2;
{\displaystyle k} — константа, характеризующая материал проводника.
В 1827 году Георг Ом предложил другой закон, показав, что сопротивление проводника {\displaystyle R} изменяется прямо пропорционально длине {\displaystyle l} и обратно пропорционально площади {\displaystyle S} поперечного сечения:
{\displaystyle G={\frac {1}{R}}={\frac {S}{\rho l}},}
где:
{\displaystyle R} — сопротивление проводника, Ом;
{\displaystyle \rho } — удельное сопротивление материала, из которого сделан проводник, Ом·м.
Эксперименты в конце концов доказали правоту закона Ома и ложность закона Барлоу.

## Проблема телеграфной связи
Барлоу проводил свои эксперименты с целью определения осуществимости проекта междугородного телеграфа и посчитал, что он невозможен. Единственными надёжными источниками электричества были гальванические элементы, которые создают постоянный ток слишком малой силы и напряжения (1—2 вольта). Барлоу установил, что в цепях длиннее 200 футов (около 60 м) ток ослабевает настолько, что его недостаточно для телеграфной связи, а наращивание источников тока делает электрическое телеграфирование слишком дорогостоящим.
Публикация закона Барлоу и его выводов о реальной дальности связи привела к тому, что исследования в области телеграфии прекратились на несколько лет из-за предполагаемой бесперспективности. В 1831 году Джозеф Генри и Филип Тен-Эйк, опираясь на работы Майкла Фарадея в области электромагнитной индукции, показали, что если использовать индуктивные источники с напряжением около двух десятков вольт, то по стальным проводам дальность связи может достигать сотен километров, что опровергло выводы Барлоу о невозможности дальней телеграфии.